# Ógradiska vára
Ógradiska vára (horvátul: Utvrda Stara Gradiška), erődítmény Horvátországban, Ógradiska központjában.

## Fekvése
Ógradiska központjában a Száva partján állnak az egykori erőd átépített maradványai.

## Története
Jajca várának 1527-ben történt eleste után Huszrev bég a Száva jobb partján fából erődítmény építésébe kezdett. A török 1536-ban a Száván átkelve elfoglalta ezt a területet is és itt is erődítményt, valamint a két erőd között pontonhidat épített. 1558 telén és tavaszán felépítették Berbir várát és körülötte mintegy 200 házzal új települést létesítettek. A nagyobb település körül legfeljebb 30 házzal kisebb falvakat is létesítettek. Az idő múlásával a Száva két partján épült két település egy településsé vált. 1660-ban Evlija Cselebi is meglátogatta a települést, melyről megemlítette, hogy neve bosnyák nyelven kis várat jelent továbbá, hogy a meghosszabbított négyszög alakú szép palánkvár a Száva széles síkságán áll.
A Száva bal partján lévő várat Bádeni Lajos szabadította fel 1688-ban, de a térség csak 1691-ben szabadult fel a török uralom alól. Ekkor az itteni vár határvár lett, mivel a határt a Száva folyó képezte. A török ekkor a jobbparton egy modernebb erődöt épített, mely körül a későbbiekben egy nagyobb település fejlődött ki, melyet a kezdetekben Brebirnek, majd később Bosanska Gradiškának neveztek. 1762-ben a balparti várat is lebontották és a helyére hét bástyával és egy négyzetes toronnyal erősített modern erődöt építettek. Az erőd építésekor az itt élt lakosságot az újonnan létesített falvakba, Donji-, Gornji- és Novi Varošba telepítették át. Az erőd felépülte után a Gradiskai gyalogezred székhelyeként katonai közigazgatási központ lett. Közben a közeli Csernek határában új katonai támaszpontot kezdtek kiépíteni az ezred számára, mely idővel egy új és modern településsé fejlődött, ami ma Újgradiskának (Nova Gradiška) neveznek. Ezután kezdték a várat és a települést Ógradiskának (horvátul: Stara Gradiška, németül: Alt Gradischka) hívni. Idővel a polgári lakosság teljesen eltűnt. Utolsónak 1787-ben a ferencesek is Csernekre költöztek, kolostorukat pedig laktanyává építették át. 1799-től, az erődöt börtönné építették át.

## Az erőd mai állapota
Az ógradiskai erőd maradványai egészen 1991-ig szolgáltak börtönként. Leghírhedtebb része a torony, ahol a második világháború idején foglyok ezreit kínozták és végezték ki. Ma az egykori börtön területe félig lerombolt és elhagyatott állapotban áll. A másik felében raktárak és kisebb üzemek találhatók. Az egykor oly jelentős és stratégiailag fontos szávai átkelőből és hatalmas erődjéből mára csak nyomorúságos és jelentéktelen maradványok láthatók.